# Ville di Treviso
Questa voce contiene la lista delle ville venete nel comune di Treviso.
La villa veneta è una tipologia di residenza patrizia fondata dal patriziato della Repubblica di Venezia e sviluppatasi nelle aree agricole dei Domini di Terraferma tra la fine del XV secolo e il XIX secolo. Gli edifici schedati dall'IRVV nel comune di Treviso coprono un ampio arco temporale, dal XVII al XIX secolo.

## XVII secolo
- Villa Micheletto Chioppo Granello (Canizzano)
- Villa Zucchelli Baliviera (San Giuseppe)
- Villa Zucchelli Pavan (San Giuseppe)
- Villa Cornaro (Sant'Ambrogio di Fiera)
- Ca' Zenobio (Santa Bona)

## XVIII secolo
- Villa Gritti Rubinato
- Villa Schioppo (Canizzano)
- Villa Manolesso Ferro Scarpa Nicoletti (Monigo)
- Villa Brilli Busatto (San Giuseppe)
- Villa Locatelli Serena (San Pelaio)
- Villa Bassan (Sant'Ambrogio di Fiera)
- Villa Ninni Carrisi (Sant'Ambrogio di Fiera)
- Casa canonica di Sant'Antonino (Sant'Antonino)
- Villa Manfrin detta Margherita (Sant'Artemio)
- Villa Farsetti Ravà (Sant'Artemio)
- Villa Braida (Sant'Artemio)
- Villa Zeno (Sant'Artemio)
- Villa Reali Sugana Zeno Antonini Zen Grizzi Dal Fiume (Sant'Artemio)
- Villa Reginato (Santa Bona)
- Villa Giuriato Mandruzzato (Santa Bona)
- Villa Zeno detta La Casetta (Santa Maria del Rovere)
- Villa Olivi Conean (Santa Maria del Rovere)
- Villa Reatto Caotorta (Santa Maria del Rovere)
- Villa Calzavara (Santa Maria del Rovere)
- Villa Saccardo Venturi (Selvana)

## XIX secolo
- Villa Bricito
- Villa Zane Elsa Maria (San Pelaio)
- Villa Bressanin (San Pelaio)
- Villa Silvano Fenoglio Giacomelli Zalla (Sant'Ambrogio di Fiera)
- Villa Tommasini (Sant'Ambrogio di Fiera)
- Villa Fossati Marinello (Sant'Angelo)
- Villa Letizia (Sant'Angelo)
- Villa Della Rovere (Sant'Antonino)
- Villa Carrer (Sant'Antonino)
- Villa Candiani (Sant'Antonino)
- Villa Ceccotto Perale Cappeller (Sant'Antonino)
- Villa Tognana (Sant'Antonino)
- Villa Gregorj (Sant'Antonino)
- Villa Pavan (Sant'Artemio)
- Villa Papadopoli Regona (Santa Bona)
- Villa Gabrielli Marsoni Corrò (Santa Bona)
- Casa canonica di Santa Bona (Santa Bona)
- Palazzo Baldacchini (Santa Bona)
- Villa Fanna detta delle Rose (Santa Maria del Rovere)
- Villa Fanton Gambi (Santa Maria del Rovere)
- Villa Cavedon Crespi (Santa Maria del Rovere)
- Villa Rapizzi (Selvana)
- Villa Cellini (Selvana)
- Villa Quaglia alle Stiore

## XX secolo
- Villa Viola Rossi (Fiera Selvana)